# Силуан (район Иерусалима)

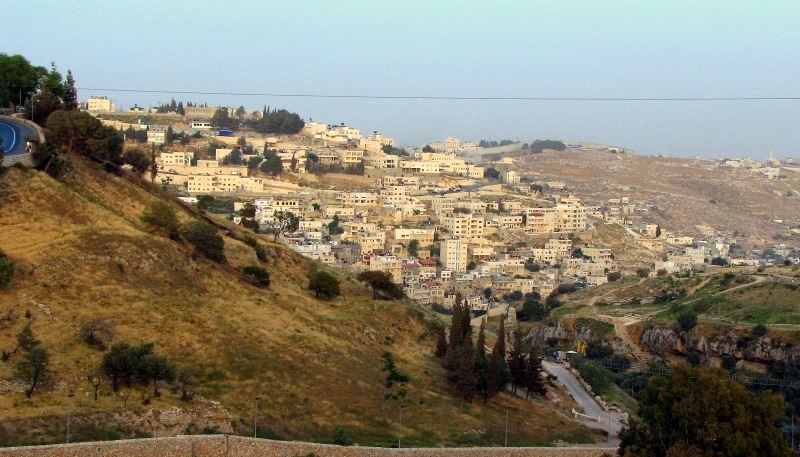
Вид на Силуан со стороны долины Гинном. Слева на снимке склон горы Сион.

Силуан (ивр. סילואן‎, иногда Сильван), или Кфар-ха-Шилоах (ивр. כפר השילוח‎), — район Восточного Иерусалима с преимущественно арабским населением. Примыкает к Старому городу с юга, со стороны Кедронской долины.

## Этимология
Название пригорода происходит от «Силоам» — греческой формы древнего названия района на иврите Шилоа. А арабское имя, соответственно — это искажённая форма греческого названия.

## История

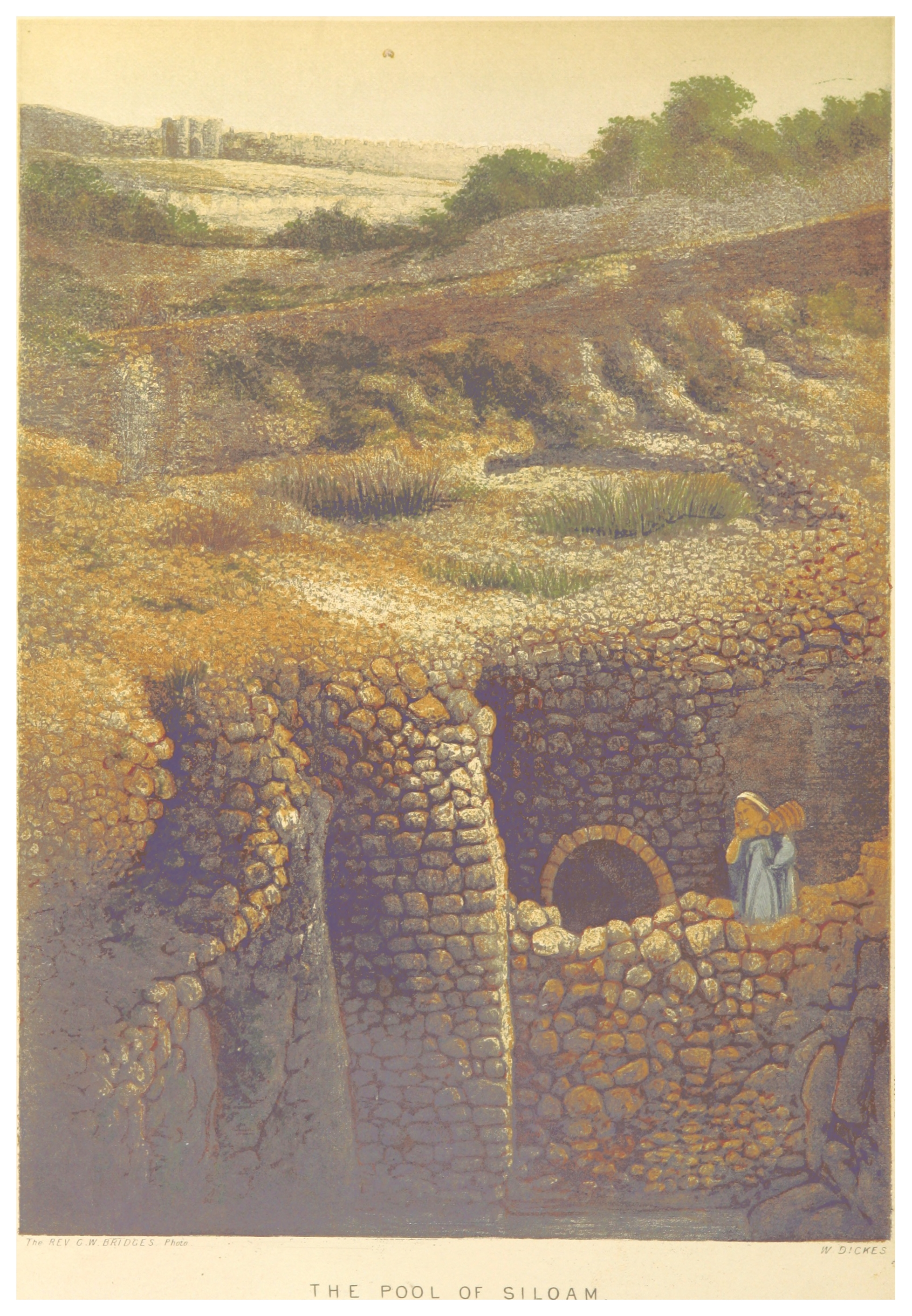
«Силоамская купель»

В древности здесь находился священный бассейн Шилоах, известен по названию «Силоамской купели», упоминаемой в Ветхом и Новом заветах. Еврейские паломники, приходившие трижды в год (на праздники Песах, Шавуот и Суккот) в Храм на горе, совершали здесь омовение, а затем поднимались по Великой лестнице, ведущей к Храму.
В 1882 году стал прибежищем йеменских евреев. Выжившие после погрома были эвакуированы с началом арабского восстания, 1936—1939), а их дома захвачены арабами.
Рост населения в XX веке привёл к расширению некогда небольшой деревни, включившей в себя бывшее Йеменское селение и приблизившейся к «Граду Давида» и Масличной горе. Современные дома не только вплотную подступают к кладбищу на Масличной горе, но и отчасти построены на могилах, а также вписаны между древних катакомб и гробниц.
Арабо-израильский конфликт сделал Силуан неблагополучным районом города, препятствуя развитию его туристического потенциала.